# Тетфорд (Вермонт)
Тетфорд  (англ. Thetford) — город в округе Ориндж, штат Вермонт, США, в долине реки Коннектикут. По переписи 2020 года население составляло 2775 человек. Деревни в черте города включают Восточный Тетфорд, Северный Тетфорд, Тетфорд-Хилл, Тетфорд-Сентер, Райс-Миллс, Юнион-Виллидж и Пост-Миллс. Городской офис находится в Тетфорд-Сентер.
Здесь находится Тетфордская Академия, старейшая средняя школа Вермонта, которую в своё время окончили Эллен Фарр и Шербёрн Уэсли Бёрнхем. В живописном пригороде расположен летний жилой лагерь для девочек-скаутов   под названием Кэмп Фарнсворт. Кэмп Фарнсворт изначально находился в частной собственности Чарльза и Шарлотты Фарнсворт и был построен в 1909 году под названием Кэмп Ханум.